# NGC 7265
NGC 7265 (другие обозначения — PGC 68668, UGC 12004, MCG 6-49-6, ZWG 514.15, IRAS22203+3556) — галактика в созвездии Ящерица.
Этот объект входит в число перечисленных в оригинальной редакции «Нового общего каталога».